# Bojár Iván András
Bojár Iván András (Budapest, 1964. március 8. –) művészettörténész, építészkritikus, író.

## Élete
Édesanyja Sztankay Ágnes múzeumi műtárgy-restaurátor, édesapja Bojár Iván (1924–1995) festőművész, a Magyar Hírlap művészetkritikusa, festőművész, díszlettervező. 1984–1985-ben a Lapkiadó Vállalat Sajtódokumentációs osztályán dolgozott. 1986–1989 között a Szépművészeti Múzeumban dolgozott kisegítő, majd asszisztens munkakörökben. 1989-ben részt vett a Magyar Narancs alapításában, melynek 1990–91-ben főszerkesztője is volt, 1992-től nyolc évig a Café Bábel szerzője, szerkesztője és szakértője. Ezzel párhuzamosan 1993–2000 között művészettörténetet oktatott a Színház és Filmművészeti Egyetem elődintézményében. 1993-ban végzett az ELTE Bölcsészettudományi Karán, mint művészettörténész. Építészkritikai cikkei a Népszabadságban, Budapest folyóiratban, Beszélőben, Mozgó Világban is megjelentek, dolgozott a Magyar Rádióban, a Szabad Európa és a Tilos Rádióban, valamint műsorvezetőként és adásszerkesztőként a Magyar Televízióban is. 1998-ban alapította az Octogon építészeti lapot, ami körül kialakult az Octogon Építészetkritikai Műhelynek számos kritikus lett a tagja. 2018 márciusától 2019 júniusáig az Építészfórum főszerkesztője. 2019 júliusában létrehozza és azóta vezeti a 10 millió Fa környezetvédelmi szervezetet.

### Közéleti szerepvállalása
2004. szeptember 21-én Szeretem Budapestet (rövidítve: SzeBu) néven egy mozgalmat, illetve egyesületet alapítottak Kardos Dóra, Szász Kati, Bencze B. György, Bojár Iván András, Fürjes Balázs, Gábor Iván, Gerő András, Melis András, Pataki László, Szalóky Károly részvételével. A szervezet elnöke Bojár Iván András lett. A mozgalom elsősorban városfejlesztési koncepciókat dolgozott ki, vagy pályázatot írt ki fejlesztési tervekre, a fővárossal kapcsolatos ügyekben hallatta a hangját és számos rongálás nyomainak eltüntetését szervezték meg. A mozgalom ereje 2012-ben csökkenni kezdett, és 2014-re lényegében megszűnt az aktivitása.
2006 és 2010 között a fővárosi közgyűlés tagja.
2007. május 1-től 2010-ig – Demszky Gábor főpolgármestersége idején – a Városarculati Tanácsnoki Iroda vezetőjeként Bojár a főváros városarculati tanácsnoka volt. Munkája eredményeként a vadplakátolás, tagelés felszámolását, a Színes Város program keretében egyes utcabútorok, építmények színesre festését és a fővárosi taxiszolgáltatás egységes arculatát emelte ki.
2019 júliusától, Bojár kezdeményezésének hatására fejlődő 10 millió Fa országos közösségnek helyi közösségekből álló országos hálózata épült ki, soktízezres követői és taglétszámmal.

## Díjai, elismerései
- 1994 Souvenir díj[10]
- 1997 Magyar Lajos-díj[11]
- 1997 Tell Vilmos-díj (a Velencei Biennálé '97 c. filmért)
- 2004 Magyar Köztársasági Ezüst Érdemkereszt
- 2017 Ezüst Ácsceruza díj[12]

## Könyvei
- Új magyar építészet = New Hungarian architecture / A bevezető tanulmányt írta Bojár Iván András - Budapest : Dorottya Galéria, 1998
- Preisich Gábor - Kijárat Kiadó: Architektúr/Vallomások , a könnvyet írta-szerkesztette: Bojár Iván András, 1999
- Klein Rudolf (1955-) (építész, egyetemi tanár) Kortárs magyar építészeti kalauz / Klein Rudolf, Lampel Éva, Lampel Miklós ; szerk. Bojár Iván András - Budapest : Vertigo, 2001
- Téglaépítészet Magyarországon I. - Budapest : Vertigo, 2003 Bojár Iván András szerkesztésében
- Közben : a magyar építészet 15 éve a rendszerváltástól az EU-ba lépésig, 1989-2004 / A katalógust szerkesztette: Bojár Iván András, szöveg: Bojár Iván András, Anthony Gall, Pazár Béla - Budapest Műcsarnok 2004
- Magyar design : magyar design 150 éve a dualizmus korától napjainkig / szerkesztette: Vadas József, Bojár Iván András, fotók: Dabasi András Budapest, Vertigo, 2004
- Budapest, a kreatív város - a lehetőségek kapujában : egy XXI. századi európai főváros víziója / Bojár Iván András .- Budapest : Demos Magyarország, 2005
- Hogyan épüljön Budapest - tanulmánygyűjtemény/ Octogon Könyvek 6., szerkesztette: Juharos Róbert, Felelős kiadó: Bojár Iván András, 2005
- Budapest a tiéd is - 2010 Budapest, Európa Kulturális Fővárosa pályázat, Projektigazgató: bojár Iván András, 2005
- Kieselbach Tamás (szerk.): Átmenetiemlékkönyv Lugosi Lugo László képeivel, Bojár Iván András szövegével Budapest : Kieselbach Galéria, 2006
- Budapest Főváros arculati kézikönyv, Főpolgármesteri Hivatal, Brand manager: Bojár Iván András, 2009
- Nagy Káli könyv / fotó: Darabos György - Ivon, 2014
- Nagy Pécs Könyv / fotó: Darabos György - Ivon, 2016